# 부지몰 문자

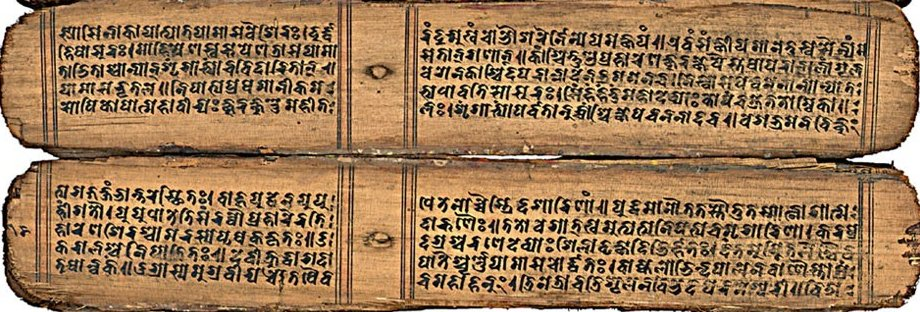

부지몰 문자(Bhujimol)은 네팔어를 쓰는데 쓰였던 가장 오래된 옛 네팔 문자이다. (현재 네팔어는 산스크리트어, 힌디어와 같은 데바나가리 문자를 쓴다) 부지(bhuji)는 네팔어로 집파리를 뜻하며, 몰(mol)이란 문자 뒤에 관용적으로 붙이는 말이다.

## 최근 발굴
2003년 네팔 수도 카트만두에서 단도 차티야 유적지를 재건하는 과정에서 두 종류의 문자-브라프미 문자와 부지몰 문자-로 새겨진 벽돌이 출토되었다. 이 벽돌은 3세기 무렵의 것으로 추정되며(그 전까지 가장 오래된 것은 6세기 무렵의 것이었음) 아소카 대왕의 딸인 차루마티에 대해 말해주고 있다. 벽돌은 35.5 cm x 23 cm x 7 cm의 크기이며, 무게는 8.6kg가량이다.